# Brezova Reber
Brézova Réber je naselje v Občini Semič. Naselje je prvič omenjeno v zvezi s cerkvijo sv. Katarine.
Pri cerkvi na Brezovi Rebri raste mogočna lipa. To je druga najdebelejša znana lipa v Beli Krajini. Drevo meri v prsnem obsegu 580 cm. Deblo se na višini 8 m razveja v tri vrhove, ki oblikujejo mogočno krošnjo. 

## Demografija
| Pregled števila prebivalstva po letih | Pregled števila prebivalstva po letih | Pregled števila prebivalstva po letih | Pregled števila prebivalstva po letih | Pregled števila prebivalstva po letih | Pregled števila prebivalstva po letih | Pregled števila prebivalstva po letih | Pregled števila prebivalstva po letih | Pregled števila prebivalstva po letih | Pregled števila prebivalstva po letih | Pregled števila prebivalstva po letih | Pregled števila prebivalstva po letih | Pregled števila prebivalstva po letih | Pregled števila prebivalstva po letih |
| ------------------------------------- | ------------------------------------- | ------------------------------------- | ------------------------------------- | ------------------------------------- | ------------------------------------- | ------------------------------------- | ------------------------------------- | ------------------------------------- | ------------------------------------- | ------------------------------------- | ------------------------------------- | ------------------------------------- | ------------------------------------- |
| 1869                                  | 1880                                  | 1890                                  | 1900                                  | 1910                                  | 1931                                  | 1948                                  | 1953                                  | 1961                                  | 1966                                  | 1971                                  | 1981                                  | 1991                                  | 2002                                  |
| 91                                    | 87                                    | 73                                    | 68                                    | 68                                    | 69                                    | 73                                    | 59                                    | 52                                    | 53                                    | 55                                    | 52                                    | 43                                    | 39                                    |